# John Stanley
John Stanley (ur. 17 maja 1712 w Londynie, zm. 19 maja 1786, tamże) – angielski kompozytor doby baroku, organista i skrzypek.

## Życiorys
Urodził się jako jedno z dzieci Johna Stanleya seniora (urzędnika poczty w Swithin) i Elisabeth Davy. Gdy miał dwa lata wypadek w domu niemal całkowicie pozbawił go wzroku (mógł rozpoznawać kolory i kształty), nie przeszkodziło mu to jednak w karierze muzycznej.
W wieku lat siedmiu począł studiować sztukę kompozytorską u organisty Johna Readinga, jednak dopiero nauka u organisty katedry św. Pawła, Maurice’a Greene’a okazała się owocna. Później jego nauczycielem był były uczeń Haendla, William Babell w kościele All Hallows przy Bread Street. Babell zmarł w 1723 a jedenastoletni Stanley został przyjęty na jego miejsce z płacą 20 funtów rocznie.
W 1734 Stanley został organistą Society of the Inner Temple, a w 1738 poślubił Sarah Arnold (z posagiem 7000 funtów rocznie). W 1742 wydał sześć koncertów „for seven parts”. W 1751 kompozytor przeprowadził się do Hatton Garden, gdzie miał za sąsiada słynnego historyka muzyki Johna Hawkinsa. Obaj twórcy zostali przyjaciółmi i współpracownikami (Hawkins dostarczał tekstu do kantat Stanleya).
Po śmierci Haendla w 1759, Stanley nawiązał współpracę z jego uczniem, kopistą i powiernikiem Johnem Christopherem Smithem.
Stanley był też autorem oratoriów: „Jepthah” (1757), „The Fall of Egypt” (1774) i wspaniałych koncertów organowych (Six concertos for organ - 1775) mogących śmiało konkurować pod względem poziomu z utworami Bacha, Vivaldiego i Haendla.
W przeciwieństwie do Arne’a i Boyce'a, którego w 1779 zastąpił jako mistrz muzyków kapeli królewskiej pozostał wierny muzyce czysto barokowej pozbawionej eksperymentatorstwa preklasycystycznego.

## Dzieła
- Opus 1 Eight Solos for Flute and Continuo (1740)
- Opus 2 Six Concertos for strings (or organ & strings or flute & continuo) (1742/1745)
- Opus 3 Six Cantatas (1742)
- Opus 4 Six Solos for Flute and Continuo (1745)
- Opus 5 Ten Voluntaries for Organ (1748)
- Opus 6 Ten Voluntaries for Organ (1752)
- Opus 7 Ten Voluntaries for Organ (1754)
- Opus 8 Six Cantatas (1751)
- Opus 9 Three Cantatas (1751)
- Opus 10 Six Concertos for Organ or Harpsichord (1775)

## Posłuchaj
| (audio)                                      | \| (info) \| \| \| \| (info) \| \| \| \| (info) \| \| \| \| Problem ze ściągnięciem pliku? Zobacz pomoc. \| |
| (info)                                       | |
|                                              | |
| (info)                                       | |
|                                              | |
| (info)                                       | |
|                                              | |
| Problem ze ściągnięciem pliku? Zobacz pomoc. | |